# 조기 경보 시스템

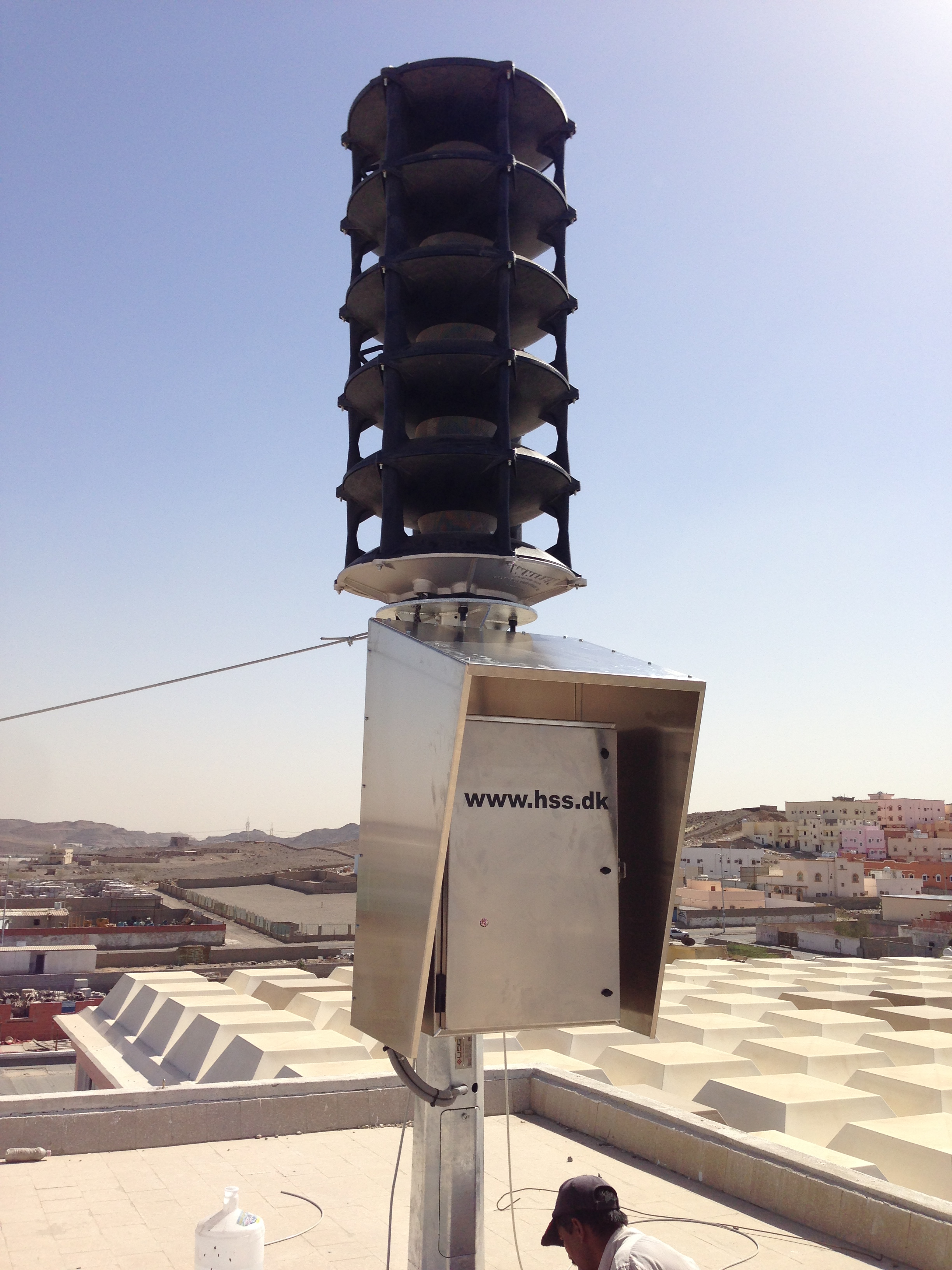
HSS Engineering TWS 295 전자 사이렌으로 민방위 사이렌을 경고한다.

조기 경보 시스템(Early warning system)은 일련의 정보 통신 시스템으로 구현될 수 있는 경보 시스템으로, 위험을 조기에 식별하기 위한 센서, 이벤트 감지 및 의사 결정 하위 시스템으로 구성된다. 이것들은 함께 작동하여 물리적 세계의 안정성에 부정적인 영향을 미치는 교란을 예측하고 신호를 보내 대응 시스템이 불리한 사건에 대비하고 그 영향을 최소화할 수 있는 시간을 제공한다.
효과적이려면 조기 경보 시스템이 위험에 처한 지역사회를 적극적으로 참여시키고, 공공 교육과 위험 인식을 촉진하고, 경보와 경고를 효과적으로 전파하고, 지속적인 준비 상태를 유지해야 한다. 완전하고 효과적인 조기 경보 시스템은 위험 분석, 그리고 모니터링, 경고, 보급 및 의사소통, 그리고 대응 능력이라는 네 가지 주요 기능을 지원한다.

## 같이 보기
- 생물 지표
- 긴급통신시스템